# Dello Delli
Dello di Niccolò Delli (1403 - 1470), também conhecido como Dello Delli, Dello di Niccolò ou  Dello, foi um pintor e escultor italiano de Florença. Era irmão mais velho de Nicola Delli e Sansone Delli.
Em 1424, Niccolò Delli foi sentenciado à morte por abandonar seu posto e fugiu para Siena com sua família.  Em 1427, a família fugiu novamente, desta vez para Veneza. De 1433 a 1445, morou na Espanha, trabalhando na corte de João II de Castela, onde tornou-se cavaleiro. Trabalhou na Catedral Vieja de Salamanca e em Nápoles, no  Castel Nuovo.